# Chrysodeixis argentifera
Espèce
Chrysodeixis argentifera est une espèce de lépidoptères (papillons) de la famille des Noctuidae.
L'imago a une envergure de 30 mm.
Sa larve se nourrit sur les tournesols, colzas, tomates, haricots et poirées.
C'est une espèce endémique d'Australie parfois trouvée en Nouvelle-Zélande ou sur l'île de Norfolk. Sa population se répartit sur l'ensemble de l'Australie et la Tasmanie.
Synonymie :
- Plusia argentifera Guenée, 1852 - Protonyme
- Plusia secundaria Walker, 1858